# العلاقات البرازيلية المالطية
العلاقات البرازيلية المالطية هي العلاقات الثنائية التي تجمع بين البرازيل ومالطا.

## مقارنة بين البلدين
هذه مقارنة عامة ومرجعية للدولتين:
| وجه المقارنة                                              | البرازيل | مالطا                                                     |
| --------------------------------------------------------- | --- | --------------------------------------------------------- |
| المساحة (كم2)                                             | 8.52 مليون | 316                                                       |
| عدد السكان (نسمة)                                         | 202.66 مليون | 465.29 ألف                                                |
| الكثافة السكانية (ن./كم²)                                 | 23.79 | 147.24 ألف                                                |
| العاصمة                                                   | برازيليا، ريو دي جانيرو | فاليتا                                                    |
| اللغة الرسمية                                             | برتغالية برازيلية، Brazilian Sign Language ‏ | اللغة المالطية، لغة إنجليزية                              |
| العملة                                                    | ريال برازيلي، كروزيرو ريال برازيلي ‏، كروزيرو البرازيلية (1990–1993)، البرازيلي كروزادو نوفو، كروزادو برازيلي، cruzeiro ‏، كروزيرو البرازيلية (1942–1967)، الريال البرازيلي (قديم) | يورو، ليرة مالطية                                         |
| الناتج المحلي الإجمالي (بليون دولار)                      | 2.06 تريليون | 12.54 مليار                                               |
| الناتج المحلي الإجمالي (تعادل القوة الشرائية) بليون دولار | 3.22 تريليون | 14.68 مليار                                               |
| الناتج المحلي الإجمالي الاسمي للفرد دولار أمريكي          | 8.54 ألف | 22.60 ألف                                                 |
| الناتج المحلي الإجمالي للفرد دولار أمريكي                 | 15.89 ألف |                                                           |
| مؤشر التنمية البشرية                                      | 0.754 | 0.839                                                     |
| رمز المكالمات الدولي                                      | +55 | +356                                                      |
| رمز الإنترنت                                              | .br | .mt                                                       |
| المنطقة الزمنية                                           | | توقيت وسط أوروبا، ت ع م+01:00، ت ع م+02:00، أوروبا/مالطا ‏ |

## منظمات دولية مشتركة
يشترك البلدان في عضوية مجموعة من المنظمات الدولية، منها:
| علم المنظمة | اسم المنظمة                        | تاريخ انضمام البرازيل | تاريخ انضمام مالطا |
| ----------- | ---------------------------------- | --------------------- | ------------------ |
|             | الاتحاد البريدي العالمي            | ?                     | ?                  |
|             | يونسكو                             | 4 نوفمبر 1946         | 10 فبراير 1965     |
|             | البنك الدولي للإنشاء والتعمير      | 14 يناير 1946         | 26 سبتمبر 1983     |
|             | منظمة التجارة العالمية             | ?                     | ?                  |
|             | وكالة ضمان الاستثمار متعدد الأطراف | 7 يناير 1993          | 12 سبتمبر 1990     |
|             | الاتحاد الدولي للاتصالات           | 4 يوليو 1877          | 1965               |
|             | منظمة الشرطة الجنائية الدولية      | ?                     | ?                  |
|             | مؤسسة التمويل الدولية              | 31 ديسمبر 1956        | 1 يونيو 2005       |
|             | مجموعة الموردين النوويين           | ?                     | ?                  |
|             | الأمم المتحدة                      | 24 أكتوبر 1945        | 1 ديسمبر 1964      |
|             | الفريق المعني برصد الأرض           | ?                     | ?                  |
|             | منظمة حظر الأسلحة الكيميائية       | ?                     | ?                  |

## أعلام
هذه قائمة لبعض الشخصيات التي تربطها علاقات بالبلدين:
- ميريام كريستين (مغنية مالطية، 30 يونيو 1979 – )

## وصلات خارجية
- موقع وزارة الخارجية البرازيلية
- موقع وزارة الخارجية المالطية